# 卡爾·克里斯蒂安·埃爾德曼
卡爾·克里斯蒂安·埃爾德曼（德語：Karl Christian Erdmann，1716年10月26日—1792年12月14日），符騰堡-奧爾斯公爵，克里斯蒂安·烏爾里希二世之子，1744年至1792年在位。

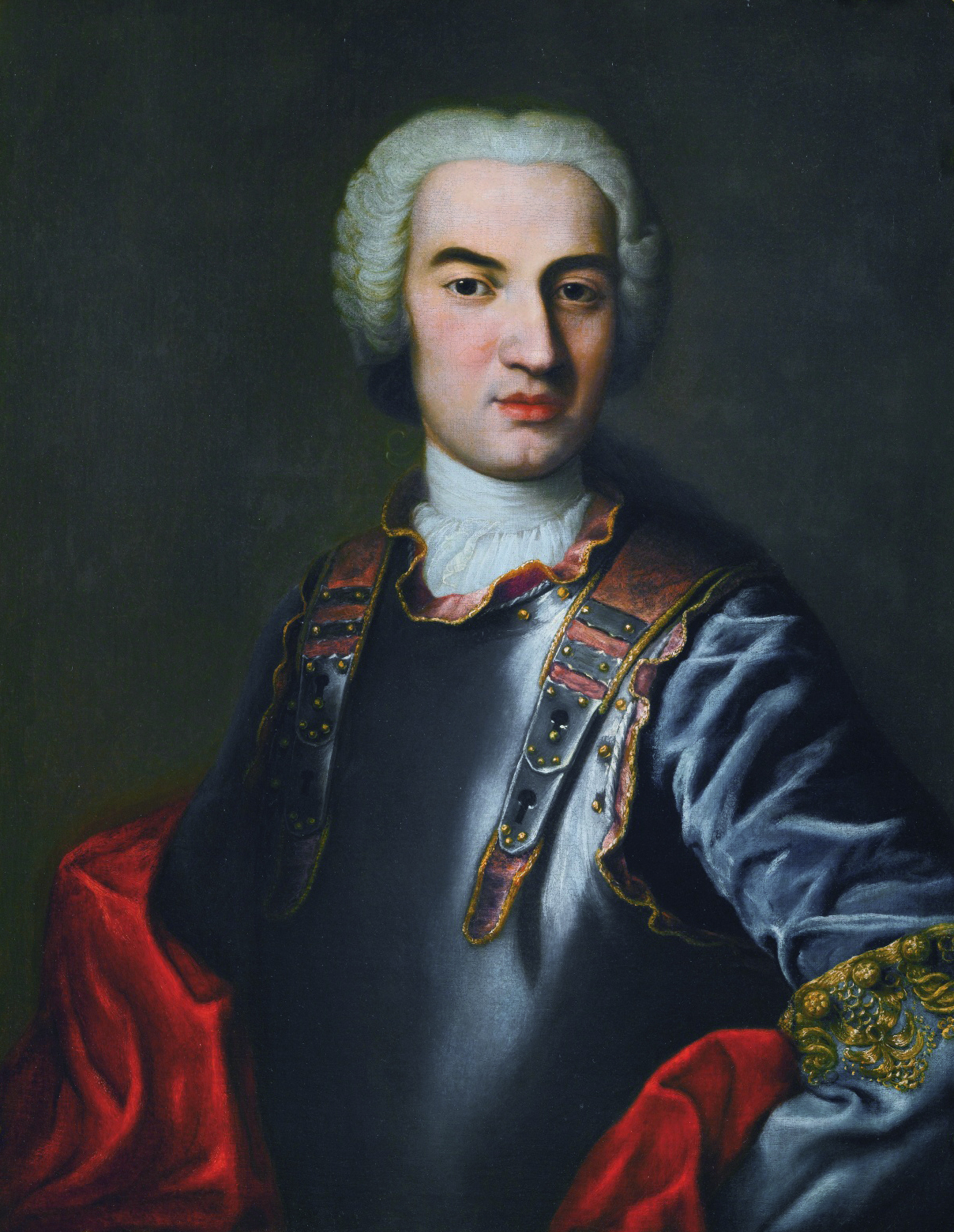
卡爾·克里斯蒂安·埃爾德曼

## 家庭
1741年，卡爾·克里斯蒂安·埃爾德曼與索爾姆斯-勞巴赫伯爵腓特烈·恩斯特的女兒瑪麗·索菲（Marie Sophie）結婚，兩人共有1子1女：
1. 弗蕾德里克（1751年—1789年）
2. 腓特烈（1757年—1759年），夭折